# Solanum pachyneurum
Solanum pachyneurum är en potatisväxtart som beskrevs av Otto Eugen Schulz. Solanum pachyneurum ingår i släktet skattor som ingår i familjen potatisväxter. Inga underarter finns listade i Catalogue of Life.